# マリア・モンテッソーリ幼稚園
マリア・モンテッソーリ幼稚園は、三重県桑名市西方にある私立幼稚園。
カトリックの精神に基づく教育を行っている。園の名前どおり、モンテッソーリ教授法を取り入れている。

## 沿革
- 1962年 宗教法人･桑名カトリック･メリノール幼稚園設立
- 1978年 運営母体が学校法人として認可される。
- 1982年 学校法人聖華学園の幼稚園となる。

## 周辺施設
- 東明山海善寺 -  聖武天皇時代の740年頃建立されたと伝えられる。戦国時代、織田信長の伊勢侵攻の際に焼かれた後、再興されることはなかった。
- 三重県立桑名高等学校
- 尾畑城跡